# Justise Winslow

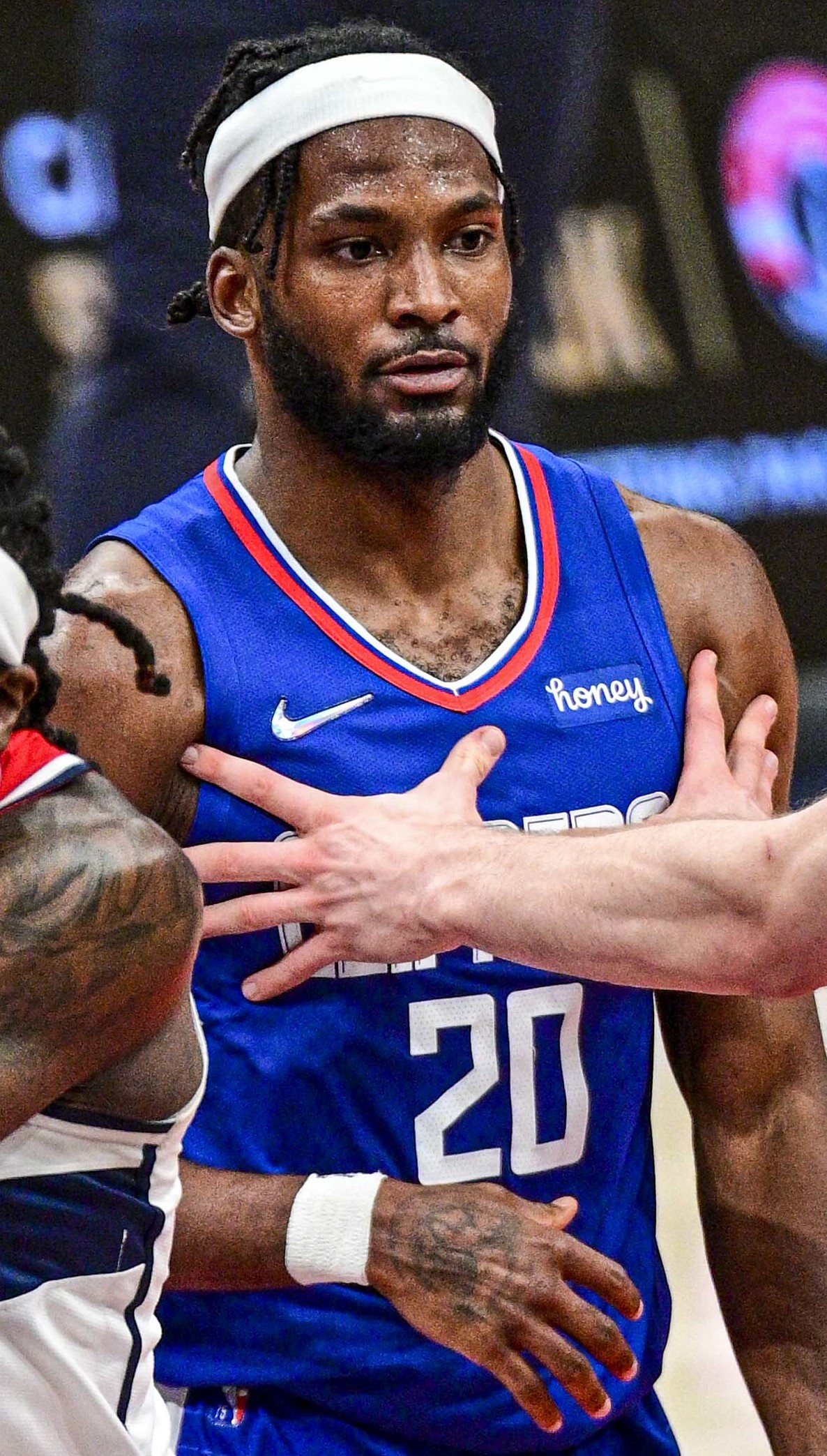
Justise Winslow, 2022.

Justise Jon Winslow, född 26 mars 1996 i Houston i Texas, är en amerikansk professionell basketspelare (PF/SF) som spelar för Milwaukee Bucks i National Basketball Association (NBA). Han har tidigare spelat för Miami Heat, Memphis Grizzlies, Los Angeles Clippers och Portland Trail Blazers.
Winslow draftades av Miami Heat i första rundan i 2015 års draft som tionde spelare totalt.
Innan han blev proffs studerade Winslow vid Duke University och spelade för deras idrottsförening Duke Blue Devils.